# Pozzuolo (Castiglione del Lago)
Pozzuolo Umbro is een plaats (frazione) in de Italiaanse gemeente Castiglione del Lago.

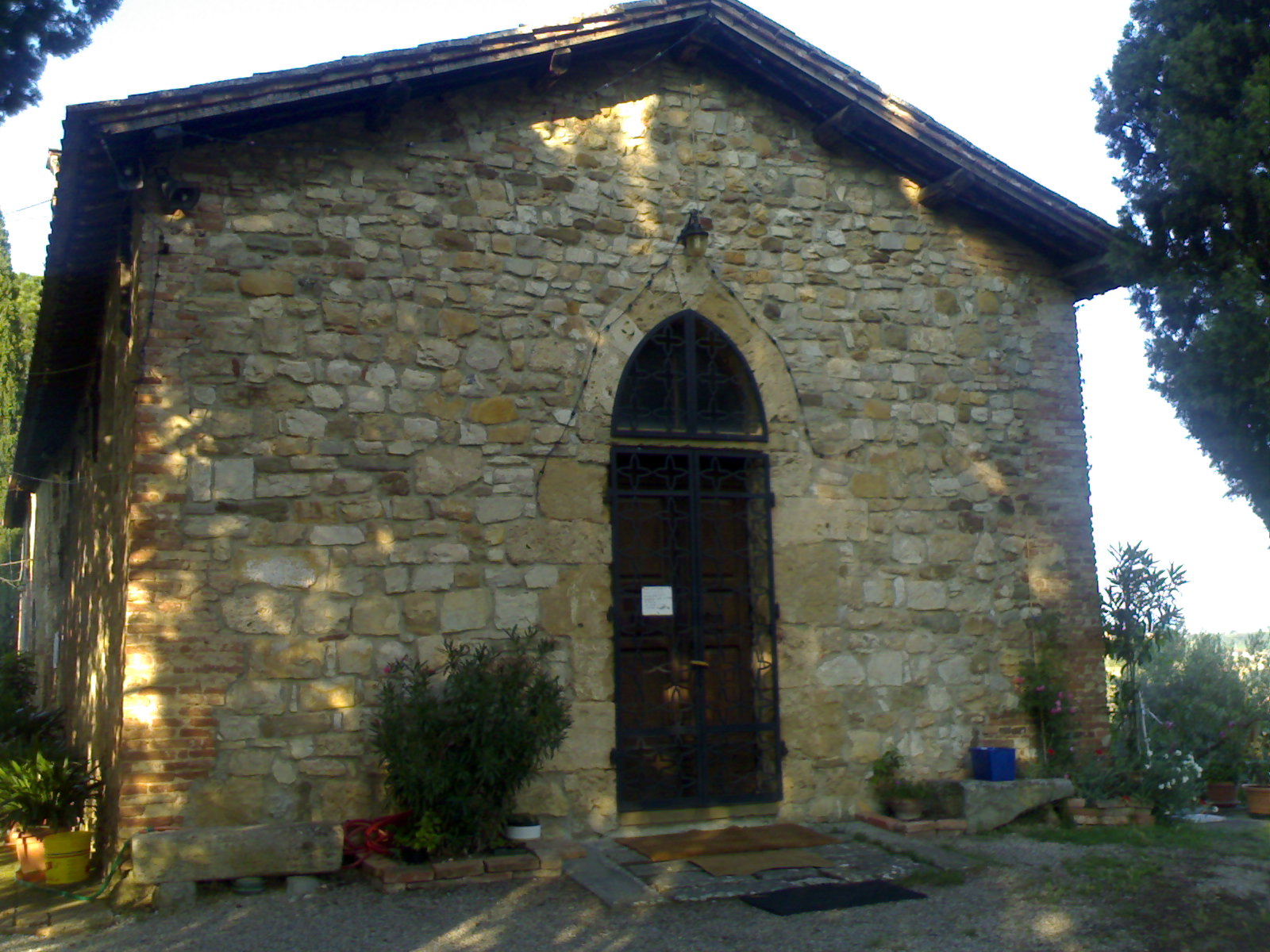
Casa di Santa Margherita